# Final da Copa das Nações Europeias de 1960
A final da Copa das Nações Europeias de 1960 foi uma partida de futebol disputada no Parc des Princes, Paris, em 10 de Julho de 1960, para determinar o vencedor da Copa das Nações Europeias de 1960. Foi a primeira final do Campeonato Europeu de Futebol, a principal competição de futebol da UEFA para equipas nacionais. A  União Soviética derrotou a Jugoslávia por 2 a 1 após prolongamento.

## Caminho para a final
| Qualificação     | Qualificação    | Qualificação   | Qualificação   |
| União Soviética  | União Soviética | Iugoslávia     | Iugoslávia     |
| Oponente         | Resultados      | Oponente       | Resultados     |
| Primeira ronda   | Primeira ronda  | Primeira ronda | Primeira ronda |
| ---------------- | --------------- | -------------- | -------------- |
| Hungria          | 3–1, 1–0        | Bulgária       | 2–0, 1–1       |
| Quartos-de-final |                 |                |                |
| Espanha          | Walkover        | Portugal       | 5–1, 1–2       |
| Torneio          |                 |                |                |
| Tchecoslováquia  | 3–0             | França         | 5–4 (a.e.t.)   |

## O jogo

### Resumo
A União Soviética venceu a partida por 2 a 1 após o prolongamento; A Jugoslávia abriu o placar por Milan Galić pouco antes do intervalo e Slava Metreveli empatou logo após o intervalo. A partida terminou empatada por 1 a 1 após 90 minutos, com Viktor Ponedelnik a marcar o golo da vitória no 113º minuto do prolongamento.

## Detalhes
| 10 de julho | União Soviética                 | 2 – 1 (pro.) | Iugoslávia | Parc des Princes, Paris                          |
| 21:30       | Metreveli 49' · Ponedelnik 113' | Relatório    | Galić 43'  | Público: 17 966 Árbitro: ENG Arthur Edward Ellis |

| União Soviética | Jugoslávia |

| G                | 1  | Lev Yashin         |
| LD               | 2  | Givi Chokheli      |
| Z                | 4  | Anatoly Krutikov   |
| LE               | 3  | Anatoli Maslyonkin |
| M                | 5  | Yuri Voynov        |
| M                | 6  | Igor Netto         |
| A                | 8  | Valentin Ivanov    |
| A                | 7  | Slava Metreveli    |
| A                | 9  | Viktor Ponedelnik  |
| A                | 10 | Valentin Bubukin   |
| A                | 11 | Mikheil Meskhi     |
| Treinador:       |    |                    |
| Gavriil Kachalin |    |                    |

| G                                                    | 1  | Blagoje Vidinić     |
| LD                                                   | 2  | Vladimir Durković   |
| Z                                                    | 5  | Jovan Miladinović   |
| LD                                                   | 3  | Fahrudin Jusufi     |
| M                                                    | 4  | Ante Žanetić        |
| M                                                    | 6  | Željko Perušić      |
| A                                                    | 7  | Željko Matuš        |
| A                                                    | 10 | Dragoslav Šekularac |
| A                                                    | 8  | Dražan Jerković     |
| A                                                    | 9  | Milan Galić         |
| A                                                    | 11 | Bora Kostić         |
| Treinadores:                                         |    |                     |
| Ljubomir Lovrić Dragomir Nikolić Aleksandar Tirnanić |    |                     |

| Regras do jogo - 90 minutos. - 30 minutos de prolongamento se necessário. - Segundo jogo se o jogo continuar empatado após o prolongamento. - Não sãp permitidas substituições. |